# Грасиела Сюзана Гатти Сантана
Грасиела Сюзана Гатти Сантана — уругвайская и международная судья, юрист, нотариус. Председатель Международного остаточного механизма для уголовных трибуналов (2022-н.в.), магистр права, преподаватель права.

## Биография
В 1987 году окончила Университет Республики Уругвай, получив диплом государственного нотариуса. В 1988 году в том же университете получила диплом юриста.
Работала нотариусом и юристом с 1987 по 1992 год.
В июле 1992 была назначена мировой судьей в Монтевидео.
В период с декабря 1994 по 2003 год работала судьей в судах Пасо-де-лос-Торос, Кармело, Мальдонадо и Монтевидео.
С 2006 по июнь 2022 работала в национальных судах Уругвая, занимаясь рассмотрением уголовных и гражданских дел.
В 2016—2017 годах участвовала в работе по внедрению нового УПК Уругвая.
С марта 2021 по июнь 2022 была председателем Ассоциации мировых судей Уругвая.

### Судья МОМУТ
В декабре 2011 была назначена судьей Международного остаточного механизма для уголовных трибуналов, вступив в должность в мае 2012 года, приняв присягу судьи трибунала.
Была одной из судей на заседаниях по рассмотрению апелляции по делу Радована Караджича.

### Председатель механизма
27 июня 2022 генеральный секретарь ООН Антониу Гутерриш назначил ее председателем Международного остаточного механизма для уголовных трибуналов.
1 июля того же года вступила в должность, сменив на этом посту Кармела Агиуса, который был президентом трибунала с 19 января 2019.

## Личная жизнь
Помимо родного испанского, свободно владеет английским и французским языками.
Имеет степень магистра права в Республиканском Университете, где занималась преподаванием права.
Кроме этого, также преподавала право в Университете Эмпреса.